# کلیسای ارتدکس آلبانی
کلیسای ارتدکس آلبانی (به آلبانیایی: Kisha Ortodokse Autoqefale e Shqipërisë) کلیسایی خودمختار از شاخه ارتدکس شرقی است. این کلیسا در سال ۱۹۲۲ در طی کنگره‌ای خودمختار شد و پاتریارک قسطنطنیه نیز خودمختاری آن را در سال ۱۹۳۷ به رسمیت شناخت.
این کلیسا از جنگ جهانی دوم و در دوره کمونیستی پس از آن، به ویژه پس از سال ۱۹۶۷ که آلبانی به عنوان یک کشور بی‌خدا اعلام شد و بیان مذهبی به صورت عمومی و خصوصی مجاز نبود، رنج بسیاری برد.
این کلیسا پس از برقراری آزادی مذهب در سال ۱۹۹۱، احیا شده و دارای ۹۰۹ کلیسا و حدود ۵۰۰٬۰۰۰ تا ۵۵۰٬۰۰۰ باورمند در سراسر آلبانی است. برخی منابع ارتدکس ادعا می‌کنند با احتساب آوارگان آلبانیایی، این تعداد به ۷۰۰٬۰۰۰ نفر می‌رسد.